# Arbeitgeberbeitrag
Der Arbeitgeberbeitrag ist bei einem Beschäftigungsverhältnis der Anteil am Gesamtsozialversicherungsbeitrag, der vom Arbeitgeber zu tragen ist. Der Arbeitgeberbeitrag ist nicht Teil des Bruttoarbeitsentgelts, sondern zählt zu den Lohnnebenkosten.

## Allgemein
In Deutschland werden die Beiträge zur Renten-, Kranken- und Pflegeversicherung sowie zur Arbeitslosenversicherung grundsätzlich je zur Hälfte vom Arbeitgeber und vom Arbeitnehmer getragen. Abweichend von dem Prinzip der paritätischen Finanzierung hatten die Arbeitnehmer von Juli 2005 bis Dezember 2018 0,9 Beitragssatzpunkte zur Krankenversicherung allein zu tragen. In der Pflegeversicherung müssen kinderlose Arbeitnehmer einen Beitragszuschlag in Höhe von 0,6 Beitragssatzpunkten alleine tragen, Eltern dagegen werden abhängig von der Anzahl ihrer Kinder in ihrem Arbeitnehmerbeitrag entlastet. Die Beiträge zur gesetzlichen Unfallversicherung (Berufsgenossenschaft) werden vom Arbeitgeber allein getragen.
Bei einem Beschäftigungsverhältnis in der Gleitzone nach § 20 Abs. 2 SGB IV (so genannter Midijob) liegt der Arbeitgeberbeitrag bei der Hälfte des Beitrags, der ohne die in der Gleitzone geltende Beitragsreduzierung anfallen würde. Dadurch trägt der Arbeitgeber mehr als die Hälfte des tatsächlichen Beitrags, die Beitragsreduzierung kommt somit allein dem Arbeitnehmer zugute.
Bei Versicherten, die einen Freiwilligendienst ableisten, trägt der Arbeitgeber die Sozialversicherungsbeiträge allein (§ 20 Abs. 3 SGB IV).
Bei einer geringfügigen Beschäftigung (Mini-Job) hat der Arbeitgeber einen Beitrag zur Kranken- und Rentenversicherung zu leisten, ohne dass der Beschäftigte dadurch sozialversichert ist.
Der Arbeitgeberbeitrag wurde bereits bei der Gründung der deutschen Sozialversicherung eingeführt. Seither werden aus verschiedenen Beweggründen immer wieder Stimmen laut, die die Abschaffung, zumindest aber ein Einfrieren des Arbeitgeberbeitrags zugunsten einer entsprechenden Erhöhung des Bruttolohns fordern (z. B. die Bundesvereinigung der Deutschen Arbeitgeberverbände) und bestimmte Parteien (Bsp.: FDP) oder Parteigruppierungen (Bsp.: Mittelstands- und Wirtschaftsvereinigung und Mittelstands-Union der CDU/CSU).
Durch die Reduzierung der Lohnnebenkosten sollen die Arbeitskosten gesenkt und damit die internationale Wettbewerbsfähigkeit gestärkt werden. Andere Stimmen weisen dagegen darauf hin, dass die paritätische Finanzierung durch Arbeitnehmer und Arbeitgeber ein Grundprinzip der Sozialversicherung sei.

## Arbeitgeberzuschuss
Der Arbeitgeberzuschuss ist ein steuer- und sozialversicherungsfreier Pflichtzuschuss zur
- privaten Krankenversicherung (PKV)
- Freiwilligen Versicherung für Arbeitnehmer, die sich aufgrund ihres über der Versicherungspflichtgrenze liegenden Einkommens freiwillig krankenversichert haben
- Privaten Pflegeversicherung

Der Arbeitgeber (AG) beteiligt sich bei dem Angestellten und dessen mitversicherten Familienangehörigen mit 50 % der Beiträge (maximal jedoch mit einem Höchstbetrag) an den tatsächlichen Kosten der Versicherung.
Zur Erlangung des Arbeitgeberzuschusses müssen bestimmte Bedingungen erfüllt sein, z. B. Vollversicherung, kein Bezug von Lohnersatzleistungen, kein Bezug von Elterngeld u. a. m.
Übernimmt der AG freiwillig einen höheren Anteil der Versicherungsbeiträge, so ist der den Pflichtzuschuss übersteigende Anteil wie Arbeitsentgelt steuer- und ggf. sozialversicherungspflichtig.

### Krankenversicherung
Der Höchstbetrag des Arbeitgeberzuschusses richtet sich nach dem Arbeitgeberanteil des Höchstbeitrages zur gesetzlichen Krankenversicherung (GKV).
Dabei müssen seit 2019 in den Arbeitgeberanteil mit eingerechnet werden:
- für PVK-Versicherte: 50 % des durchschnittlichen Zusatzbeitrags der gesetzlichen Krankenkassen
- für freiwillig Versicherte: 50 % des Zusatzbeitrags der jeweiligen Krankenversicherung

| Jahr | Beitragsbemessungsgrenze GKV (monatlich) | Höchstbetrag AG-Zuschuss PKV | Höchstbetrag AG-Zuschuss PKV |
| ---- | ---------------------------------------- | ---------------------------- | ---------------------------- |
| 2025 | 5512.,50 €                               | 7,3 + 1,25 %                 | 471,32 €                     |
| 2024 | 5.175,00 €                               | 7,3 + 0,85 %                 | 421,76 €                     |
| 2023 | 4.987,50 €                               | 7,3 + 0,8 %                  | 403,99 €                     |
| 2022 | 4.837,50 €                               | 7,3 + 0,65 %                 | 384,58 €                     |
| 2021 | 4.837,50 €                               | 7,3 + 0,65 %                 | 384,58 €                     |
| 2020 | 4.687,50 €                               | 7,3 + 0,55 %                 | 367,97 €                     |
| 2019 | 4.537,50 €                               | 7,3 + 0,45 %                 | 351,66 €                     |
| 2018 | 4.425,00 €                               | 7,3 %                        | 323,03 €                     |
| 2017 | 4.350,00 €                               | 7,3 %                        | 317,55 €                     |
| 2016 | 4.237,50 €                               | 7,3 %                        | 309,34 €                     |
| 2015 | 4.125,00 €                               | 7,3 %                        | 301,13 €                     |
| 2014 | 4.050,00 €                               | 7,3 %                        | 295,65 €                     |
| 2013 | 3.937,50 €                               | 7,3 %                        | 287,44 €                     |
| 2012 | 3.825,00 €                               | 7,3 %                        | 279,23 €                     |
| 2011 | 3.712,50 €                               | 7,3 %                        | 271,01 €                     |

Beispiele zum Höchstbetrag:
- Pflicht: gesetzlich vorgeschriebener Zuschuss (2024)
- Freiwillig: z. B. 50 % der tatsächlichen Versicherungsbeiträge

| Beitrag zur PKV                  | 400 Euro | 700 Euro | 1000 Euro   |
| -------------------------------- | -------- | -------- | ----------- |
| Arbeitgeberzuschuss (Pflicht)    | 200 Euro | 350 Euro | 421,76 Euro |
| Arbeitgeberzuschuss (Freiwillig) | 200 Euro | 350 Euro | 500 Euro    |

### Pflegeversicherung
Privat Krankenversicherte sind grundsätzlich auch privat pflegeversichert.
Der Höchstbetrag des Arbeitgeberzuschusses richtet sich nach dem Arbeitgeberanteil des Höchstbeitrages zur gesetzlichen Pflegeversicherung. Eventuelle Kinder werden nicht berücksichtigt.
|                 | Höchstbetrag AG-Zuschuss Pflegeversicherung | Höchstbetrag AG-Zuschuss Pflegeversicherung | Höchstbetrag AG-Zuschuss Pflegeversicherung | Höchstbetrag AG-Zuschuss Pflegeversicherung |
| Jahr            | Allgemein                                   | Allgemein                                   | Sachsen                                     | Sachsen                                     |
| --------------- | ------------------------------------------- | ------------------------------------------- | ------------------------------------------- | ------------------------------------------- |
| 2025            | 1,8 %                                       | 99,23 €                                     | 1,3 %                                       | 71,66 €                                     |
| 2024            | 1,7 %                                       | 87,98 €                                     | 1,2 %                                       | 62,10 €                                     |
| 2023 (ab Juli)  | 1,7 %                                       | 84,79 €                                     | 1,2 %                                       | 59,85 €                                     |
| 2023 (bis Juni) | 1,525 %                                     | 76,06 €                                     | 1,025 %                                     | 51,12 €                                     |
| 2022            | 1,525 %                                     | 73,77 €                                     | 1,025 %                                     | 49,58 €                                     |
| 2021            | 1,525 %                                     | 73,77 €                                     | 1,025 %                                     | 49,58 €                                     |
| 2020            | 1,525 %                                     | 71,48 €                                     | 1,025 %                                     | 48,05 €                                     |
| 2019            | 1,525 %                                     | 69,20 €                                     | 1,025 %                                     | 46,51 €                                     |
| 2018            | 1,275 %                                     | 56,42 €                                     | 0,775 %                                     | 34,29 €                                     |
| 2017            | 1,275 %                                     | 55,46 €                                     | 0,775 %                                     | 33,71 €                                     |
| 2016            | 1,175 %                                     | 49,79 €                                     | 0,675 %                                     | 28,60 €                                     |
| 2015            | 1,175 %                                     | 48,47 €                                     | 0,675 %                                     | 27,84 €                                     |
| 2014            | 1,025 %                                     | 41,51 €                                     | 0,525 %                                     | 21,27 €                                     |
| 2013            | 1,025 %                                     | 40,36 €                                     | 0,525 %                                     | 18,16 €                                     |
| 2012            | 0,975 %                                     | 37,29 €                                     | 0,475 %                                     | 18,17 €                                     |